# أو أ أف
أو أ أف (بالألمانية: ÖAF) هي شركة نمساوية (نمساوية مجرية) لتصنيع السيارات والشاحنات تم دمجها الآن بالكامل في شركة مان.